# 스쿠데리아 토로 로소

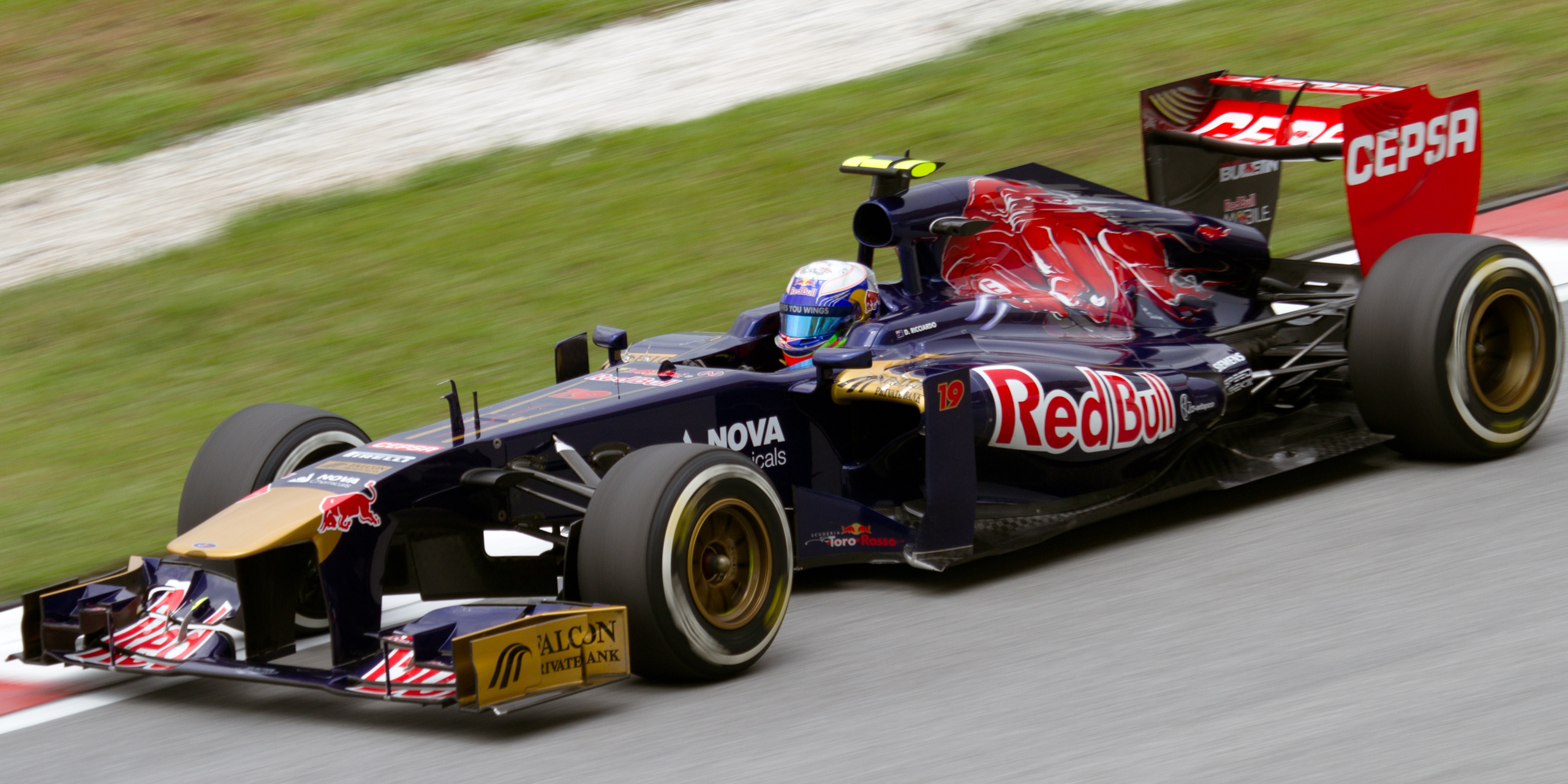

스쿠데리아 토로 로소(Scuderia Toro Rosso)는 이탈리아의 포뮬러 원 레이싱 팀이다. 현재 F1에서 최강의 팀이라고 불리는 레드불 레이싱과 함께 오스트리아의 음료 회사 레드불이 소유했었다. 2005 시즌까지 포뮬러 원에 참가했던 미나르디 팀을 레드불에서 인수하여 2006 시즌부터 2019 시즌까지 포뮬러 원에 참가했었다. 월드챔피언인 세바스찬 베텔이 뛰었던 팀이었으며, 2020 시즌부터 스쿠데리아 알파타우리로 팀 이름을 바꾸었다.